# Marie Luise Bulst-Thiele
Marie Luise Bulst-Thiele, auch Marie Luise Bulst, geborene Thiele, (* 16. November 1906; † 31. Oktober 1992) war eine deutsche Mittelalterhistorikerin und Philologin für lateinische Literatur des Mittelalters.

## Leben
Bulst-Thiele studierte Geschichtswissenschaft an der Universität Göttingen. Sie befasste sich mit dem Templerorden und schrieb eine Biographie der Kaiserin Agnes von Poitou, über die sie auch den Artikel im Lexikon des Mittelalters schrieb. Das Buch über Agnes entstand aus der Dissertation an der Universität Göttingen 1933. Sie war die erste Doktorandin von Percy Ernst Schramm in Göttingen.
Sie war seit 1932 mit Walther Bulst (1899–1986) verheiratet, der seit 1958 Professor für lateinische Philologie des Mittelalters in Heidelberg war. Mit ihm gab sie 1976 den Libellus de locis sanctis von Theodericus (Theoderich) heraus, ein Buch für Pilger zu den Heiligen Stätten in Jerusalem aus dem 12. Jahrhundert (Pilgerreise um 1170) von einem deutschen Kleriker, und Briefe und den Ludus Danielis Belouacensis des Hilarius Aurelianensis (Brill, Leiden 1989). 1986 gab sie die Opuscula von Johannes von Frankfurt heraus. Außerdem bearbeitete sie die Villon-Übersetzung von Walther Küchler (Wissenschaftliche Buchgesellschaft, 5. Auflage 1997). Sie schrieb verschiedene Artikel für das Verfasserlexikon, unter anderem über Wilhelm von Boldensele.
In ihren Untersuchungen über den Templerorden sah sie den Untergang des Ordens als Teil des Plans des französischen Königs Philipp der Schöne zur Entmachtung des Papsttums. Dabei sei der Vertreter (Visitator) des Templerordens für Frankreich Hugues de Pairaud, der später bei den Templerprozessen zu lebenslanger Haft verurteilt wurde, wahrscheinlich insgeheim auf der Seite des französischen Königs gestanden. Die Templer wären in Italien sehr mächtig und angesehen gewesen und noch bei Papst Bonifatius VIII. in hohem Ansehen gestanden – seine einzigen nicht geflohenen Hausangestellten beim durch den französischen König organisierten Attentat von Anagni auf den Papst 1303 seien ein Templer und ein Hospitalsritter gewesen, und auch nach dem Sturz der Templer wurde relativ wenig Templern in Italien der Prozess gemacht. Philipp der Schöne wollte mit den Templern eine Schutzmacht des Papstes beseitigen und seine Macht über den Papst konsolidieren – unter dem von ihm gesteuerten französischen Papst Clemens V. wurde nicht nur der Templerorden vernichtet, sondern es zogen die Päpste auch von Rom nach Avignon und waren damit näher am Machtbereich des französischen Königs (Beginn des Avignonesischen Papsttums).
Mit Walther Bulst hatte sie vier Söhne, darunter Neithard Bulst (* 1941), Geschichtsprofessor in Bielefeld.

## Schriften (Auswahl)
- Das Reich vor dem Investiturstreit. Teil B von Begründung und Aufstieg des deutschen Reiches. In: Herbert Grundmann (Hrsg.): Gebhardt. Handbuch der deutschen Geschichte, 8. Auflage, Union Deutsche Verlagsgesellschaft, Stuttgart 1954 (und 9. Auflage, dtv, München 1999).
- Die Anfänge des Templerordens. Bernhard von Clairvaux. Cîteaux. In: Zeitschrift für Kirchengeschichte, Band 104, 1993, S. 312–327.
- The Influence of St. Bernard of Clairvaux on the Formation of the Order of the Knights Templar. In: Michael Gervers (Hrsg.): The Second Crusade and the Cistercians. St. Martin’s Press, New York 1992, S. 57–65.
- Warum wollte Philipp IV. den Templerorden vernichten? Ein neuer Aspekt. In: Franca Sardi, Giovanni Minucci: I Templari. Mito e storia. Atti del Convegno internazionale di studi alla magione templare di Poggibonsi – Siena; 29.–31. Mai 1987, Sinalunga 1989.
- Der Prozeß gegen die Templerorden. In: Josef Fleckenstein, Manfred Hellmann (Hrsg.): Die geistlichen Ritterorden Europas. Sigmaringen 1980, S. 375–402.
- Sacrae Domus Militiae Templi Hierosolymitani Magistri. Untersuchungen zur Geschichte des Templerordens 1118/19–1314 (= Abhandlungen der Akademie der Wissenschaften Göttingen, Phil.-Hist. Klasse, Band 86), Göttingen 1974.
- Kaiserin Agnes, B. G. Teubner, Leipzig 1933, Reprint Gerstenberg, Hildesheim 1972.
- Johannes von Frankfurt. In: Wilhelm Doerr (Hrsg.): Semper apertus. 600 Jahre Ruprecht-Karls-Universität Heidelberg 1386–1986. Festschrift in 6 Bänden. Band 1, Springer, Berlin/Heidelberg/New York/Tokyo 1985, S. 136–161.